# Феррі Порше
Фердина́нд Анто́н Ернст Порше́ (нім. Ferdinand Anton Ernst „Ferry“ Porsche; 19 вересня 1909 — 27 березня 1998), відомий як Феррі Порше — австрійсько-німецький конструктор автомобілів і підприємець-автовиробник, син відомого автомобільного інженера і засновника компаній Volkswagen та Porsche Фердинанда Порше-старшого. Він упродовж 1938—1998 років був виконавчим директором компанії Porsche AG у Штутгарті (Німеччина), потім її генеральним директором, головою та почесним головою наглядової ради. Його племінник Фердинанд Пієх тривалий час очолював Volkswagen Group, а син Фердинанд Александер Порше брав участь у розробці Porsche 911.
Життя Феррі Порше було тісно пов'язане з діяльністю його батька, Фердинанда Порше-старшого, який почав ділитися з ним своїми знаннями з машинобудування ще з дитинства. Разом зі своїм батьком він відкрив бюро проєктування автомобілів у Штутгарті у 1931 році.
Volkswagen Käfer було розроблено Фердинандом Порше-старшим та командою інженерів, включаючи Феррі Порше.
Після Другої світової війни, поки його батько залишався ув'язненим у Франції за звинуваченнями у військових злочинах, Феррі Порше керував родинною компанією. У післявоєнному підприємстві він створив перші автомобілі, які були унікально пов'язані з компанією Volkswagen. Незважаючи на політично-економічні труднощі післявоєнних років, компанія Porsche випускала продукцію і, зрештою, стала впливовим виробником спортивних автомобілів.

## Молоді роки (1909—1922)
Фердинанд Порше-старший з 1906 року працював головним конструктором компанії Austro-Daimler в Австрії. Його проєкти були зосереджені на сімейних дорожніх і гоночних автомобілях. У день, коли народився Феррі, його батько брав участь у перегонах на одному зі своїх гоночних автомобілів (під назвою Maja) у Земмерінгу, фінішувавши першим у своєму класі. Про народження сина він дізнався з телеграми.
Матір'ю Феррі Порше була Алоїзія Йоганна Каес (нім. Aloisia Johanna Kaes). У нього була сестра Луїза (після шлюбу мала прізвище Пієх), яка була на п'ять років старша за нього. Його охрестили як Фердинанд Антон Ернст Порше, давши імена: Фердинанд на честь батька, Антон на честь діда та Ернст на честь дядька з боку матері. У ранньому дитинстві він взяв собі прізвисько «Феррі», а не звичне «Ферді», оскільки Ферді надто нагадувало його батькам типове прізвисько кучера, яке, за збігом обставин, було застарілим через сімейний бізнес.
Протягом наступних років родина багато переїжджала. Феррі та його батько проводили багато часу разом у майстернях, де він рано почав вивчати машинобудування. Раніше вони також гастролювали по Європі та Сполучених Штатах Америки, де брали участь у перегонах на розроблених ними автомобілях.
Пізніше Феррі зазначив: «…автомобілі були моєю найбільшою пристрастю з самого початку». Наприклад, напередодні Різдва 1920 року батьки спочатку ввели Феррі в оману, подарувавши йому мініатюрну карету, яку тягнув козел, а його справжнім подарунком був бензиновий мініатюрний автомобіль із чотиритактним двоциліндровим двигуном, спеціально розроблений його батьком. Феррі Порше навчився водити, коли йому було лише 10 років. У 12 років він уже керував справжнім гоночним автомобілем Austro-Daimler Sascha, який виграв у своєму класі на Targa Florio (Сицилія), у 1922 році.
Феррі Порше відвідував школу у Вінер-Нойштадті та Штутгарті, приділяючи багато уваги математиці.

## Переїзд до Штутгарта (1923)
У 1923 році через побоювання Фердинанда Порше-старшого у зв'язку поганим фінансовим станом компанії Austro-Daimler сім'я Порше перебралась до Штутгарта. Фердинанд Порше-старший пішов працювати до Daimler-Motoren-Gesellschaft у Штутгарті-Унтертюркгаймі (де зосереджувався конструкторський підрозділ всієї компанії). Незабаром він там посів посаду головного інженера.
Тим часом Феррі Порше з його зростаючим інтересом до питань конструювання отримав згоду від компанії залишитися на заводі разом зі своїм батьком. Місцева міська влада видала йому у 16 років спеціальний дозвіл на водіння.
Фердинанд Порше-старший мав успіх, особливо завдяки своїм перегоновим автомобілям, які чудово виступали на гоночних треках. Проте його особисті уподобання щодо проєктування малих сімейних автомобілів відрізнялися від поточної політики Daimler-Benz (утвореного у 1926 році об'єднанням Daimler-Motoren-Gesellschaft з Benz & Cie.), які були на користь розкішніших моделей Mercedes-Benz.
Тому в 1929 році Daimler-Benz почав серйозно сумніватися щодо напрямків роботи Фердинанда Порше і раптово розірвав з ним контракт. Порше-старший у подальшому тимчасово працював головним інженером Steyr AG в Австрії; попри це, він вирішив відкрити консалтинговий офіс з проєктування автомобілів знову в Штутгарті.
У той же час, після закінчення школи, Феррі Порше проживав у Штутгарті, де у 1928 році почав працювати в Robert Bosch GmbH; відтак це мало додати глибини його інтересам до автомобільної техніки. У 1930 році він брав додаткові уроки з фізики та інженерії, однак він ніколи офіційно не вступав до жодного університету.

## Конструкторське бюро у Штутгарті

### Створення компанії (1931)
До 1930-х років Штутгарт уже зарекомендував себе як центр німецької автомобільної промисловості. Тому це було ідеальне місце для нової проєктної компанії. Коли Порше-старший відкрив свій офіс у квітні 1931 року, поряд з ним був його 21-річний син Феррі. Фірма отримала назву «Dr. Ing. h.c. F. Porsche GmbH Konstructionsbüro für Motoren, Fahrzeuge, Luftfahrzeuge und Wasserfahrzeugbau» («Доктор інженер honoris causa Ф. Порше ТОВ Конструкторське бюро для двигунів, транспортних засобів, літаків і гідроциклів»). Компанія Porsche GmbH була заснована також у 1931 році доктором Фердинандом Порше, його шваґром Антоном Пієхом та Адольфом Розенбергером. Хоча Розенбергер був фінансовим спонсором, він також привніс у компанію технічні знання та гоночні навички. Батька і сина супроводжували відомі інженери.
На початку 1930-х років економічна криза в Німеччині була на піку. Країна була на межі приходу до влади нацистів. Окрім фінансової та політичної кризи, Порше також зіткнувся з нестачею персоналу, що спочатку сильно обмежувало перспективи компанії.
А проте Ф. Порше незабаром отримав контракти від важливих німецьких автомобільних фірм Wanderer, Auto Union, Zwickau, Zündapp і, починаючи з 1933 року, від нацистського уряду. Деякі з цих проєктів мали історичне значення, як-то гоночні автомобілі Auto Union «Silver Arrows», розроблені Ф. Порше. Того часу газета публікувала, що «в автомобільному світі ім'я Порше заслуговує пам'ятника».
Феррі Порше тоді керував відділами «контролю випробувань», «координації інженерів-конструкторів» і «підтримання хороших відносин з клієнтами». У 1935 році Феррі одружився з Доротеєю Рейц, яку він вперше зустрів у Daimler-Benz. У пари було четверо дітей: Фердинанд Олександр (1935 р.н.), Ґергард (1938 р.н.), Ганс-Петер (1940 р.н.) і Вольфганг (1943 р.н.) і залишалися одруженими до її смерті у 1985 році.
У 1938 році, коли його батько перейшов на новий завод Volkswagen у Вольфсбурзі, Феррі став заступником керівника Штутгартського бюро та переніс усі конструкторські відділи до Штутгарт-Цуффенгаузена.

### Фольксваген
Мрія Фердинанда Порше-старшого полягала в тому, щоб створити невеликий компактний автомобіль «з нуля», замість версії, отриманої від існуючого седана. Розробка проєкту почалася в їхній сімейній резиденції в Штутгарті. Феррі Порше отримав повний доступ, щоб допомагати своєму батькові, втручаючись у важливі частини проєкту. Роботу спочатку певний час підтримувала компанія Zündapp, але через комерційні причини підтримку зупинили.
Німецький уряд, зацікавлений у виробництві «доступного автомобіля для німецької родини», 22 червня 1934 року схвалив проєкт сімейного авто. Спочатку автомобіль мав назву Porsche (Model) 60, але незабаром його офіційно перейменували на «KdF-Wagen» або «Volkswagen» (народний автомобіль). У сімейному гаражі в Штутгарті побудували три прототипи.
У 1939 році, коли у Вольфсбурзі відкрився завод Volkswagen, Порше-старший став його генеральним директором.

### Auto Union і Wanderer
Уряд Німеччини також вирішив рекламувати німецькі гоночні автомобілі на змаганнях Гран-прі. Тому він вирішив залучити виробників гоночних автомобілів того часу. Daimler-Benz легко виграв тендер. Коли Wanderer подав заявку, її відхилили. Wanderer звернувся по допомогу до фірми Porsche.
У 1932 році Фердинанд Порше особисто зустрівся з Адольфом Гітлером, і його пропозиція була прийнята. Феррі Порше брав участь у розробленні концепції та будівництві цих гоночних автомобілів, а також відповідав за загальну організацію майстерні та випробування агрегатів. У 1933 році був розроблений їхній перший гоночний автомобіль з 4,5-літровим двигуном V-16 і алюмінієвим каркасом.
У 1934 році Wanderer та деякі інші фірми об'єдналися, щоб створити Auto Union, а старший Порше став головним конструктором їхніх гоночних автомобілів. Обидві гоночні команди, Daimler-Benz і Auto Union, також використовували націонал-соціалісти для політичної пропаганди. Ці команди зазвичай домінували на всіх змаганнях 1930-х років. У 1938 році Фердинанд Порше-старший, як закінчився термін його контракту, покинув гоночну команду Auto Union.

## Друга світова війна
Феррі Порше добровільно подав заяву на вступ до СС 17 грудня 1938 року. 1 серпня 1941 року його прийняли до лав СС у званні унтерштурмфюрера (номер СС 346 167). Пізніше він неправдиво стверджував, що був призваний Гіммлером для розробки автомобіля-амфібії. Він продовжував заперечувати до самої смерті, що вступ був добровільним. У 1940 році він став заступником керівника родинної компанії, а в 1944 році — виконавчим директором. Щоб уникнути повітряних бомбардувань, яким піддавався Штутгарт, Феррі Порше був змушений перевезти деякі конструкторські підрозділи до Австрії, у два місця: Гмюнд-ін-Карентен та Целль-ам-Зее, де була родинна ферма. Тим не менш, він особисто залишився в Штутгарті, керуючи бізнесом, де на заводах процвітала примусова праця.
Тим часом Порше-старший був зайнятий у Вольфсбурзі, працюючи на німецьку владу до кінця війни. Випуск компактних сімейних автомобілів на цьому заводі був зупинений задля виробництва на їх базі невеликих військових автомобілі під назвою Kübelwagen.
Після закінчення Другої світової війни французький уряд у листопаді 1945 року офіційно попросив родину Порше розробити французьку версію компактного Volkswagen. Цьому протистояла група французьких продюсерів на чолі з Жан-П'єром Пежо. Під час офіційного призначення у Вольфсбурзі 15 грудня обидва Порше, батько і син, а також Антон Пієх (віденський адвокат, чоловік Луїзи Порше) були заарештовані разом як військові злочинці. Офіційно було встановлено розмір застави в 500 000 франків за кожного з членів родини. Це міг собі дозволити лише Феррі Порше, який після цього перебрався до Австрії в липні 1946 року. Його батька забрали до в'язниці в Діжоні.

## Компанія Porsche у Гмюнді (1946—1948)
Після звільнення з-під арешту Феррі Порше спробував повернутися до Штутгарта, але окупаційні власті йому заборонили це. У результаті в липні 1946 року він перевіз всю структуру компанії в Гмюнда (Каринтія, Австрія) та разом зі своєю сестрою Луїзою Пієх взяв на себе управління компанією.
Незабаром вони уклали два контракти на проєктування автомобілів. Один на проєкт перегонових автомобілів для команди італійського виробника автомобілів «Cisitalia», другий — розробка власного автомобіля, який пізніше став відомий як Porsche 356.

### Porsche Type 360— Cisitalia

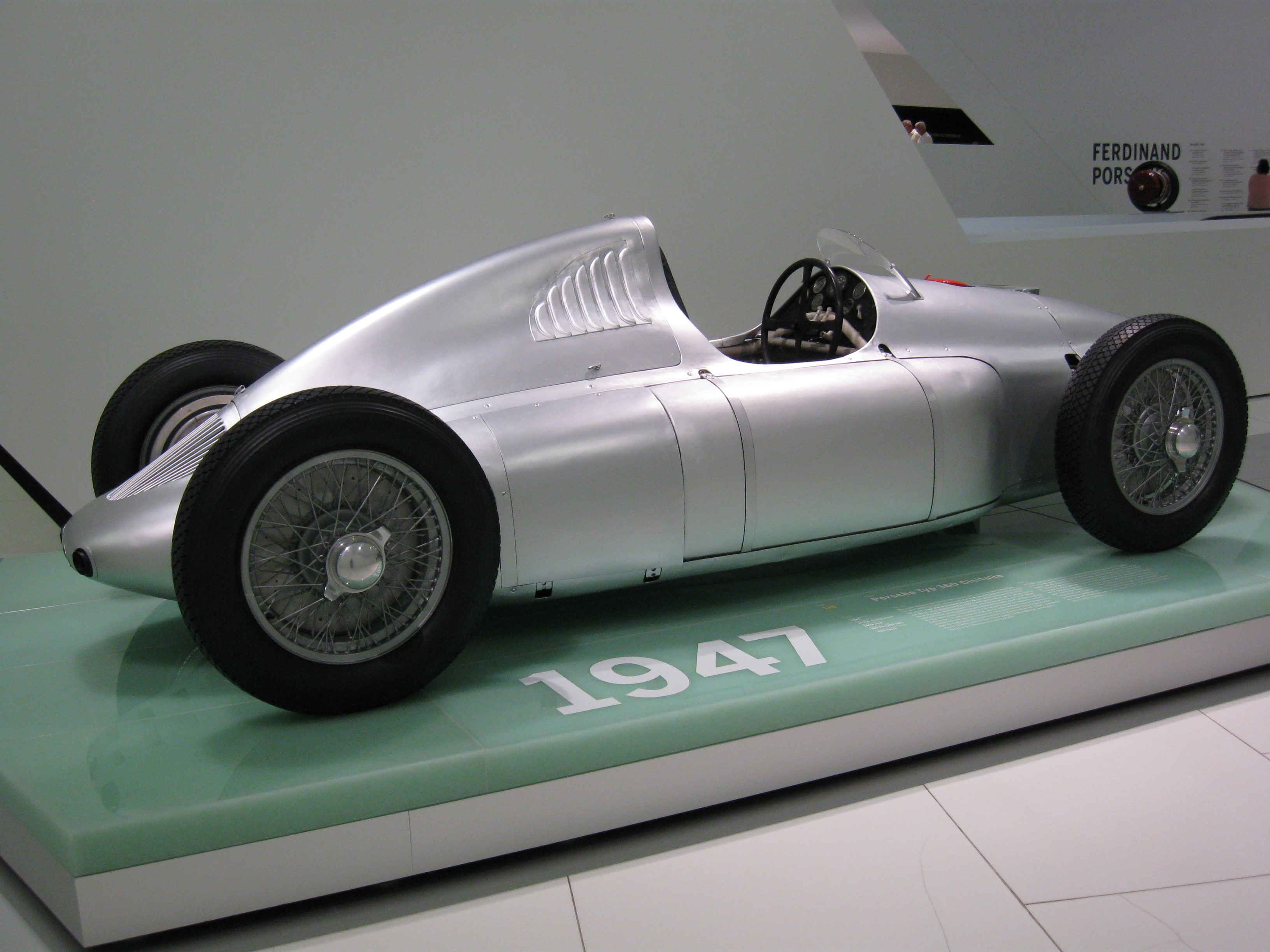
Porsche 360 Cisitalia у музеї Porsche

За посередництва італійського бізнесмена Карло Абарта Феррі Порше підписав контракт із власником фірми Cisitalia П'єро Дузіо на виробництво автомобілів для перегонів Гран-Прі. Нова модель отримала назву Porsche 360 Cisitalia, і в ній першою була назва сімейного підприємства. Конструкція була в основному схожа на попередні довоєнні, незважаючи на менші розміри. Він мав середньорозташований двигун об'ємом 1,5 л. з наддувом та повний привід.

### Porsche Type 356

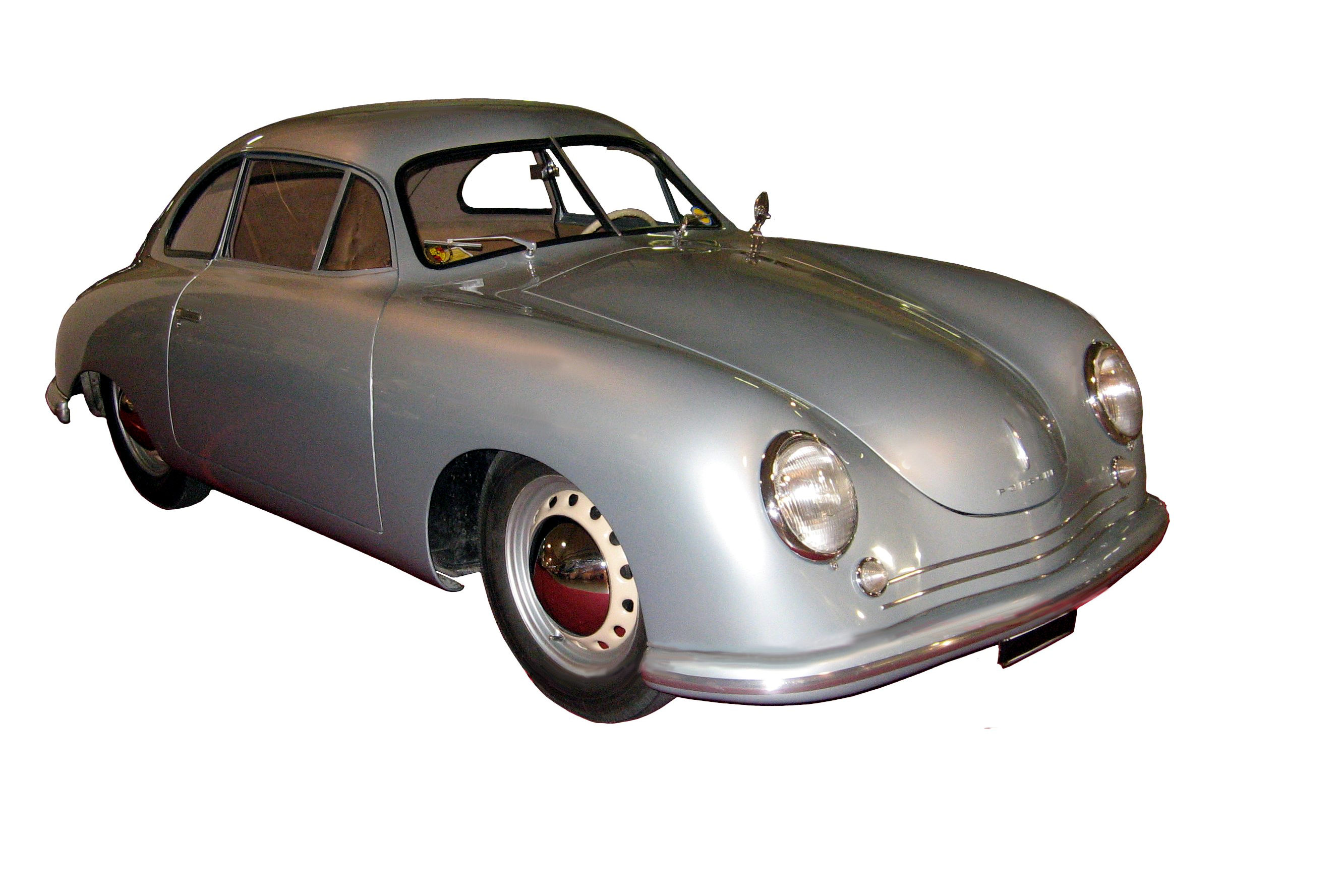
Porsche 356 Pre-A Coupé (1948) у музеї Porsche

Дотримуючись давніх прагнень свого батька, Феррі Порше з використанням компонентів Volkswagen розробив Porsche 356 з унікальним шасі та кузовом. Автомобіль мав 4-циліндровий двигун заднього розташування із повітряним охолодженням і потужністю 35 к. с. Через розташування двигуна автомобіль був дещо нестійким, але такий баланс сприяв динамічності та малій вазі.
Автомобільний дилер з Цюріха замовив першу партію взимку 1947 року, і виробництво автомобіля почалося. Під наглядом Феррі Порше агрегати були виготовлені повністю вручну в імпровізованій майстерні на лісопильні в Гмюнді.
До червня 1948 року було повністю складено 50 одиниць з алюмінієвим кузовом. Крім того, 6 шасі було надіслано до Gebrüder Beutler у Туні (Швейцарія), де вони були оснащені кузовами кабріолет.
Попри компактні розміри, автомобіль був популярним у заможних клієнтів. У разі успіху 356-го означало, що Porsche остаточно відмовиться від виконання проєктних завдань для інших. Дійсно, 356-й залишався у виробництві протягом багатьох років і до 1965 року продано майже 78 000 одиниць. Крім того, ця модель заклала основу, слідом за якою пішла вся наступна серія спортивних автомобілів Porsche.

## Доля Фердинанда-старшого
Протягом 20 місяців ув'язнення в Діжоні Фердинанд-старший співпрацював над проєктами для Renault, зокрема над згодом популярним 4CV. Припускають, що умови його ув'язнення спричинили погіршення його здоров'я. У 1947 році Феррі зібрав суму передбаченої застави відразу після отримання гонорару за свої нові розробки. Його батька звільнили 1 серпня 1947 року разом з Антоном Пієхом.
Опинившись в Австрії, Фердинанд-старший переглянув розробки свого сина для обох проєктів; 360 Cisitalia та 356. Він погоджувався з планами та допомагав проєктам, що були в процесі реалізації. Він часто коментував працівникам, що «створив би ті самі проєкти, що й Феррі». Здоров'я Фердинанда-старшого погіршувалося, Феррі організував йому відвідини заводу у Вольфсбурзі, який процвітав, запустивши масове виробництво Volkswagen Beetle, що здійснювалося під наглядом британської окупаційної влади. У листопаді 1950 року Фердинанд-старший переніс інсульт, який залишив його інвалідом до самої смерті 30 січня 1951 року у віці 75 років.

## Повернення до Штутгарта (1949)

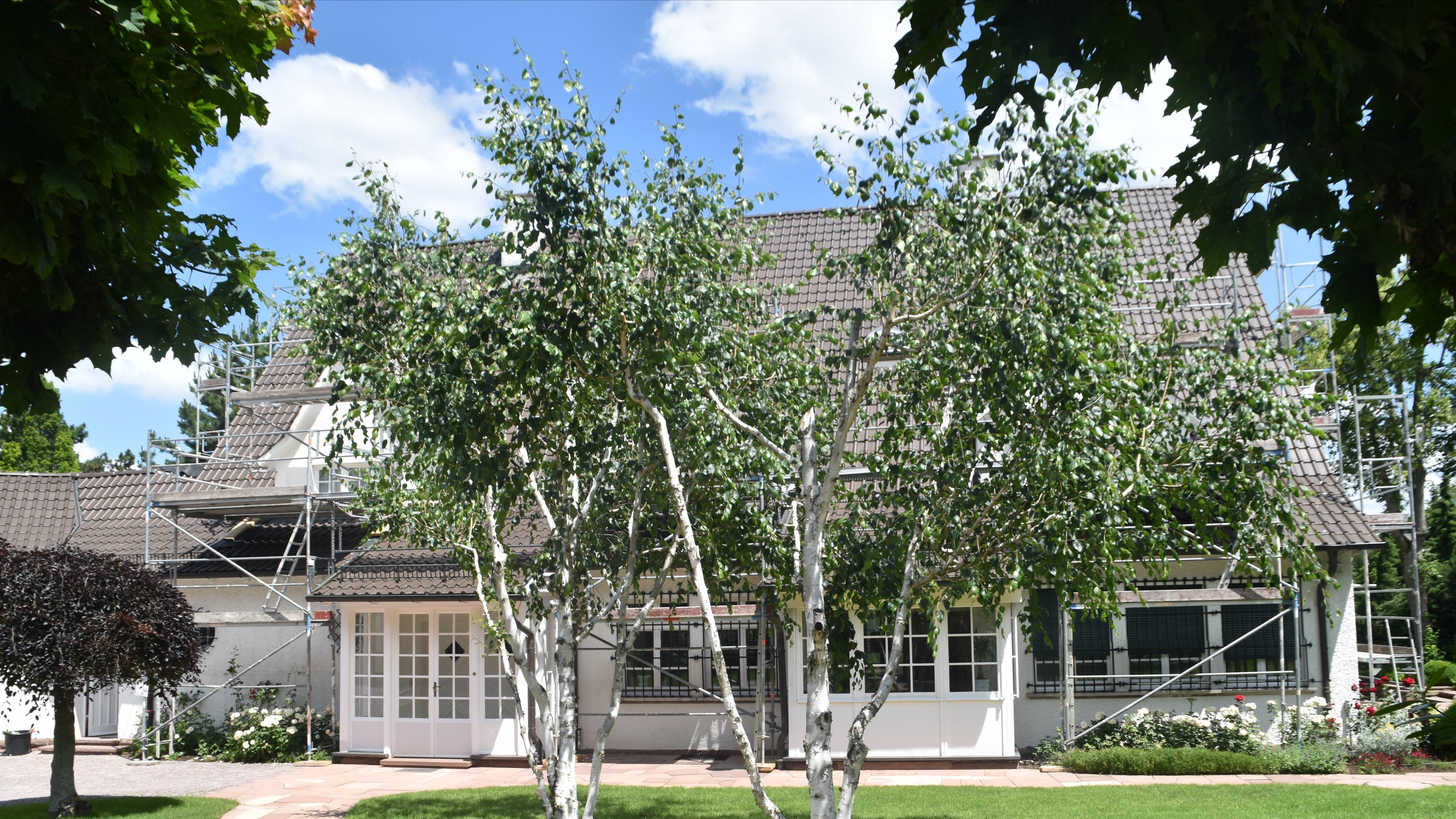
Будинок Феррі Порше у Штутгарті (район Кіллесберг)

Навесні 1949 року генеральний менеджер Фольксвагена Генріх Нордгофф звернувся до молодшого Фердинанда Порше та запропонував великий контракт. За конструкторські послуги Porsche — наприклад, вдосконалення Beetle («Жука») — визначили, що Volkswagen почне надавати в обмін:
- частку прибутку від кожного проданого «Жука»;
- сировину для створення спортивних автомобілів Porsche;
- можливість використання світової мережі роздрібних торговців Volkswagen;
- можливість використання світової мережі Volkswagen для технічного обслуговування.

Також за цією угодою Феррі Порше ставав єдиним дилером Volkswagen для всієї Австрії. Зважаючи на цю нову стабілізовану ситуацію, Феррі Порше вирішив відновити штаб-квартиру Porsche у Штутгарті-Цуффенгаузені. Однак старі оригінальні потужності Porsche були зайняті американськими військами. А проте декілька цехів він орендував у фірми Reutter (яка була конструктором кузовів для автомобілів). Він привів більшість своїх співробітників і компанія запрацювала у вересні 1949 року. Їхньою першою роботою була розробка двигуна під назвою «Carrera».
У 1950 році виробництво Porsche 356 відновилося. Зрештою, воно було настільки успішним, що при плані щорічного виробництва 500 штук, вони виготовили 78 000 одиниць до 1967 року. Девізом Феррі Порше було виробляти автомобілі, які мають бути надійними та високоякісними спортивними автомобілями з високою утилітарністю.
Найвідоміша участь Porsche в автомобільних перегонах почалася на 24 години Ле-Мана в червні 1951 року, коли вдосконалена версія 356 дебютувала на цій трасі та перемогла у своїй категорії. У наступні роки переможний внесок Porsche у Ле-Ман вважається основоположним для існування автодрому. Пізніше, у 1959 році, Porsche вперше виграв змагання Чемпіонату світу спортивних автомобілів у Targa Florio, також Porsche 917 здобув перемогу в Ле-Мані в 1970 році.

### Porsche— Type 911 (1963)

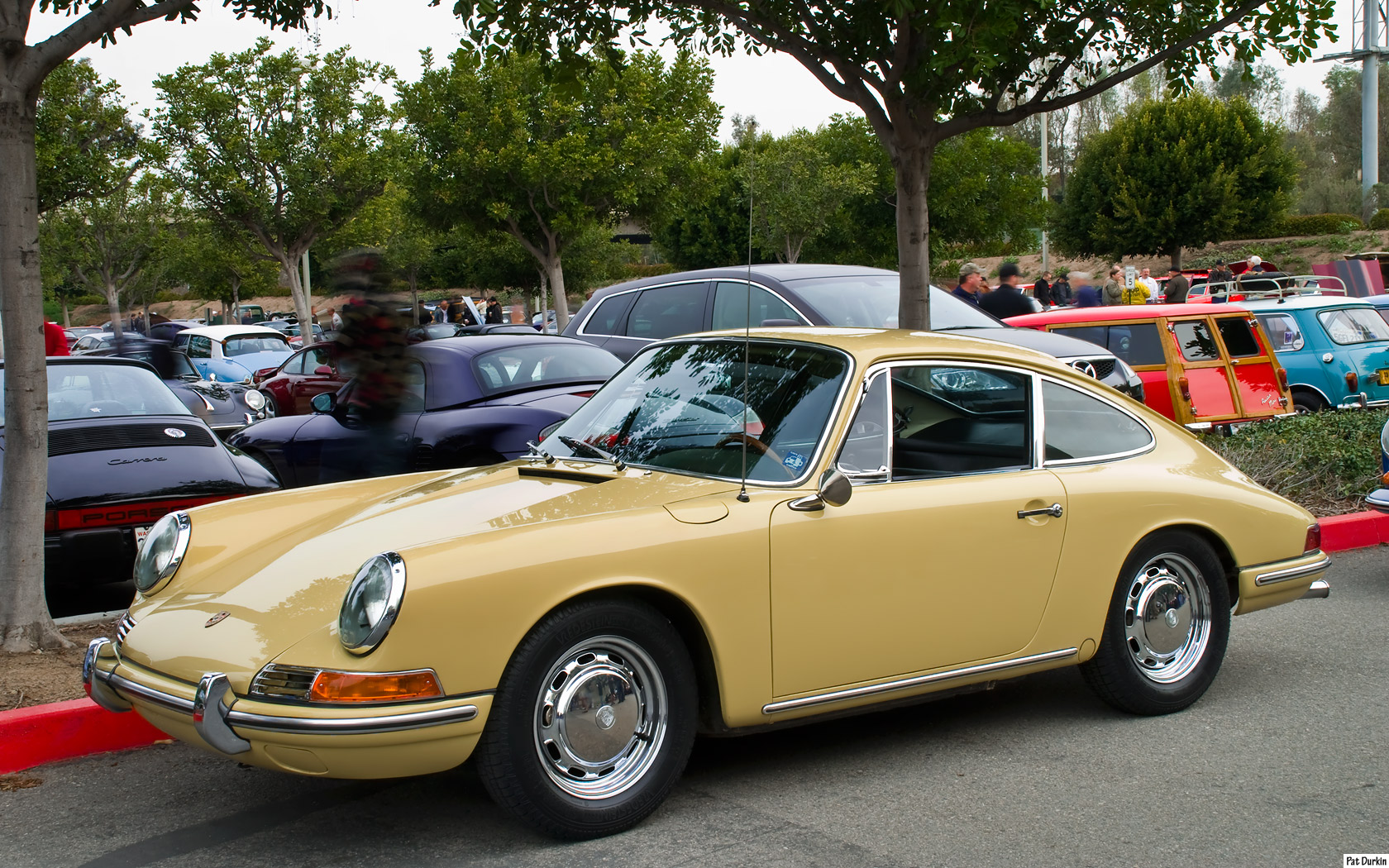
Porsche 911 (1964)

На вимогу шанувальників Porsche компанія почала планувати наступника 356-ї моделі. Проєкт спочатку називався Porsche 901. Фердинанд Олександр Порше (який також отримав прізвисько «Буці») і племінник Фердинанда Порше взяли на себе ініціативу з проєктування нової моделі.
Перші зразки автомобілів були виготовлені в 1962 році. Однак компанія Peugeot наполягла на зміні назви через свою зареєстровану торгову марку на назви автомобілів з нулем між двома цифрами. Модель було перейменовано на Porsche 911. З часом вона еволюціонувала, але від початку зберегла загальну форму та архітектуру з потужним двигуном, встановленим ззаду. 11 травня 2017 року було виготовлено мільйонний екземпляр.

## Наступні роки (1989—1998)
У 1989 році Фердинанд Порше-молодший остаточно припинив співпрацю зі створеною ним компанією, повернувшись на свою заповітну австрійську ферму в Целль-ам-Зеє. Однією з останніх подій, які він відвідав, був випуск нової моделі Porsche 911 Carrera Cabriolet. Він також допоміг у великому святкуванні 30-річчя Porsche 911, яке відбулося в Штутгарті та Людвігсбурзі. Незважаючи на те, що він був у не зовсім здоровому стані, він роздавав автографи та проїжджав вулицею, на якій стояли 500 автомобілів 911-ї моделі. Він спирався на ціпок і був у солом'яному капелюсі. Фердинанд Порше помер за 74 дні до 50-річчя компанії, у віці 88 років, 27 березня 1998 року, на фермі в Целль-ам-Зеє. Там він був похований у церкві Шютгут, поруч із батьками, дружиною Доротеєю (1911—1985) та Антоном Пієхом. Невдовзі компанія Porsche AG організувала поминальну службу в Штутгарті.

## Визнання
- 1959: Великий хрест за заслуги від Федеративної Республіки Німеччина. Нагороду вручив президент Теодор Гойс
- 1965: Почесний доктор Віденського технічного коледжу, from the Vienna Technical College
- 1965: Почесний доктор Штутгартського університету
- 1984: Великий золотий почесний знак «За заслуги перед Австрійською Республікою»
- 1979: Медаль Вільгельма Екснера
- 1979: Великий офіцерський хрест «За заслуги від Федеративної Республіки Німеччина» (найвища нагорода за службу)
- 1981: Золота медаль від Товариства автомобільних інженерів
- 1981: Почесне громадянство (під назвою «Свобода міста») від міста Целль-ам-Зе (Австрія)
- 1984: Професор
- 1985: Почесний сенатор Штутгартського університету
- 1989: Економічна медаль за видатні заслуги в економіці землі Баден-Вюртемберг
- 1989: Громадянська медаль міста Штутгарта
- 1994: Почесне громадянство, від Вінер-Нойштадта.